# Comté de Columbia (New York)
Pour les articles homonymes, voir Comté de Columbia.
Le comté de Columbia est un comté de l'État de New York aux États-Unis. Selon le recensement de 2020, la population était de 61 570 habitants. Son nom vient de la féminisation latin du nom de Christophe Colomb. Son siège est Hudson.

## Démographie
| Groupe                           | Comté de Columbia | New York | États-Unis |
| -------------------------------- | ----------------- | -------- | ---------- |
| Blancs                           | 90,6              | 66,8     | 72,4       |
| Afro-Américains                  | 4,5               | 15,9     | 12,6       |
| Métis                            | 2,0               | 3,0      | 2,9        |
| Asiatiques                       | 1,6               | 7,3      | 4,8        |
| Autres                           | 1,1               | 7,5      | 6,4        |
| Amérindiens                      | 0,2               | 0,6      | 0,9        |
| Total                            | 100               | 100      | 100        |
|                                  |                   |          |            |
| Hispaniques et Latino-Américains | 3,9               | 17,6     | 16,7       |

Selon l'American Community Survey, pour la période 2011-2015, 93,36 % de la population âgée de plus de 5 ans déclare parler l'anglais à la maison, 37,77 % déclare parler l'espagnol, 0,69 % l'allemand et 3,34 % une autre langue.